# Ghat Tây
Ghat Tây, Ghaut Tây còn được gọi là Sahyadri là một dãy núi có diện tích 140.000 km² chạy dài 1.600 km song song với bờ biển phía tây của bán đảo Ấn Độ. Về mặt hành chính, nó thuộc các bang Kerala, Tamil Nadu, Karnataka, Goa, Maharashtra và Gujarat. Đây là Di sản thế giới được UNESCO công nhận và là một trong tám "điểm nóng nhất" về đa dạng sinh học trên thế giới. Nó được gọi là "Đại vách đứng" của Ấn Độ. Là một điểm nóng đa dạng sinh học, tại đây chứa một tỷ lệ lớn động thực vật của đất nước, nhiều trong số đó chỉ được tìm thấy ở Ấn Độ và không nơi nào khác trên thế giới. Theo UNESCO, Ghat Tây là dãy núi già hơn nhiều so với Himalaya. Nó cũng ảnh hưởng đến các kiểu thời tiết gió mùa Ấn Độ bằng cách chặn các cơn gió mùa lớn thổi qua từ phía tây nam vào cuối hè. Phạm vi của nó chạy từ bắc xuống nam dọc theo rìa phía tây của cao nguyên Deccan và ngăn cách cao nguyên này với vùng đồng bằng duyên hải Konkan nhỏ hẹp, nằm dọc theo bờ biển Ả Rập. Ghat Tây có tổng cổng 39 khu vực là các vườn quốc gia, khu bảo tồn động vật hoang dã và khu bảo tồn rừng được công nhận là Di sản thế giới, trong đó có 20 nằm tại Kerala, 10 ở Karnataka, 5 ở Tamil Nadu và 4 ở Maharashtra.
Phạm vi của nó bắt đầu từ gần Songadh của Gujarat ở phía nam sông Tapti, chạy dài 1.600 km (990 mi) qua các bang Maharashtra, Goa, Karnataka, Kerala và Tamil Nadu và kết thúc tại Marunthuvazh Malai, Swamithope gần mũi phía nam Ấn Độ. Dãy núi bao phủ trên khu vực có diện tích 160.000 km2 (62.000 dặm vuông Anh) tạo thành lưu vực cho các hệ thống thoát nước của nhiều con sông, với gần 40% của Ấn Độ. Ghat Tây chắn các cơn gió mùa tây nam thổi vào cao nguyên Deccan. Độ cao trung bình là 1.200 m (3.900 ft).
Khu vực Ghat Tây là một trong mười "điểm nóng nhất về đa dạng sinh học" với hơn 7.302 loài thực vật có hoa, 1.814 loài thực vật không hoa, 139 loài động vật có vú, 508 loài chim, 179 loài lưỡng cư, 6.000 loài côn trùng và 290 loài cá nước ngọt. Có khả năng nhiều loài vẫn chưa được phát hiện và tại đây có ít nhất 325 loài bị đe dọa toàn cầu có mặt tại đây.

## Tên nguyên
Từ Ghat được sử dụng nhiều trong ngữ hệ Dravida như trong tiếng Kannada là gatta có nghĩa là dãy núi, tiếng Tamil là kattu có nghĩa là sườn núi, tường chắn, đỉnh núi, đường đắp cao. Ghat là thuật ngữ được sử dụng ở tiểu lục Ấn Độ đề cập đến các ngọn đồi ven biển như Ghat Đông và Ghat Tây; hoặc một loạt các bậc thang dẫn xuống vùng nước hoặc cầu cảng, nơi tắm hoặc an táng dọc theo sông và ao hồ như là Ghats tại Varanasi, Dhoby Ghaut, Aapravasi Ghat. Những con đường băng qua dãy núi được gọi là Đường Ghat.

## Địa chất
Ghat Tây là dãy núi bị đứt gãy và xói mòn của cao nguyên Deccan. Bằng chứng địa chất chỉ ra rằng, nó được hình thành trong quá trình phá vỡ siêu lục địa Gondwana khoảng 150 triệu năm trước. Bằng chứng địa vật lý chỉ ra rằng, bờ biển phía tây Ấn Độ ra đời ở đâu đó khoảng 100 đến 80 triệu năm trước, sau khi nó tách khỏi Madagascar. Sau khi chia tách, bờ biển tây Ấn Độ xuất hiện như một vách đá đột ngột ở độ cao 1.000 m (3.300 ft). Đá bazan là loại đá chiếm ưu thế. Một số loại đá khác gồm charnockit, đá granit,Khondalit, Granulit và Gneis biến chất cũng xuất hiện bởi đá vôi kết tinh, quặng sắt, dolerit và Anorthosit. Đá ong và bô xít cũng được tìm thấy ở các ngọn đồi phía nam.

## Địa lý

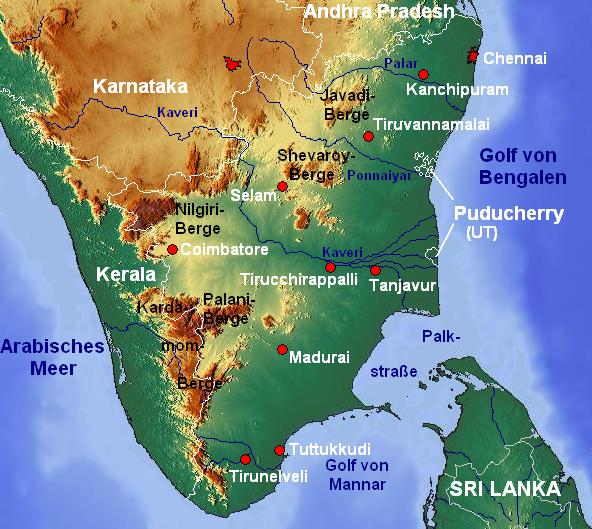
Địa hình ở phía nam Ghat Tây.

Ghat Tây kéo dài từ dãy núi Satpura ở phía bắc, trải dài từ Gujarat đến Tamil Nadu. Nó đi qua phía nam các bang Maharashtra, Goa, Karnataka và Kerala. Những chỗ gián đoạn lớn nhất là tại Gián đoạn Goa nằm giữa Maharashtra và Karnataka, và gián đoạn Palakkad trên ranh giới giữa Tamil Nadu và Kerala, giữa các đồi Anaimalai và Nilgiri. Ghat Tây giúp chắn những cơn gió mùa tây nam mang mưa ẩm và gió mạnh nên khu vực núi này có lượng mưa cao, đặc biệt là sườn phía tây.
Phía bắc của đồng bằng ven biển giữa Ghat Tây và biển Ả Rập được gọi là Konkan, trung tâm là Kanara và phía nam là Malabar. Vùng chân đồi phía đông Ghats ở Maharashtra được gọi là Desh, trong khi chân đồi phía đông của trung tâm bang Karnataka được gọi là Malenadu. Ghat Tây được gọi là Sahyadri ở bang Maharashtra và Karnataka. Dãy núi giao với Ghat Đông tại Nilgiri ở tây bắc Tamil Nadu. Nilgiri cũng nối các đồi Biligiriranga ở phía đông nam Karnataka với các đồi Shevaroy và Tirumala. Phía nam của gián đoạn Palakkad là các đồi Anaimalai nằm ở phía tây Tamil Nadu và Kerala với các phạm vi nhỏ hơn nằm ở phía nam bao gồm các đồi Cardamom, đèo Aryankavu và Aralvaimozhi gần Kanyakumari. Ở Kerala, Ghat Tây được gọi là Sahyan hoặc Sahian. Anamudi nằm ở phía nam là đỉnh cao nhất ở Ghat Tây với 2.695 mét (8.842 ft).
Ghat Tây là một trong bốn lưu vực thoát nước, nuôi dưỡng những dòng sông lâu đời của Ấn Độ. Các sông lớn bắt nguồn từ dãy núi gồm Godavari, Kaveri, Krishna, Thamirabarani, Tungabhadra. Phần lớn các dòng chảy tại Ghat Tây mang theo một lượng nước lớn đổ vào các con sông này trong những tháng gió mùa. Những con sông này chảy về phía đông và đổ ra vịnh Bengal do độ dốc của đất đai. Các nhánh chính bao gồm Kali, Bhadra, Bhavani, Bhima, Malaprabha, Ghataprabha, Hemavathi và Kabini. Một số sông khác đổ về phía tây của dãy núi ra biển Ả Rập với tốc độ nhanh do độ dốc lớn gồm sông Periyar, Bharathappuzha, Pamba, Netravati, Sharavathi, Mandovi và Zuari.
Nhiều con đập được xây dựng trên các con sông nhằm mục đích khai thác thủy điện và hồ chứa thủy lợi tại khắp các tiểu bang. Các hồ chứa có giá trị quan trọng về tưới tiêu và môi trường sống cho cá hồi vân, cá Mahseer và cá chép. Có khoảng 50 đập lớn nằm dọc theo chiều dài của Ghat Tây. Đáng chú ý nhất trong số này là đập Koyna ở Maharashtra, Linganmakki và Shivanasamudra ở Karnataka, Mettur và Pykara ở Tamil Nadu, Parambikulam, Malampuzha và Idukki ở Kerala.
Vào khoảng thời gian gió mùa, những trận mưa lớn và liên tục tạo thành nhiều thác nước đổ ra từ sườn núi. Các thác nước lớn bao gồm Dudhsagar, Unchalli, Sathodi, Magod, Hogenakkal, Jog, Kunchikal, Shivanasamudra, Meenmutty, Athirappilly. Talakaveri là nguồn của sông Kaveri và dãy Kuduremukha là nguồn của Tungabhadra. Ghat Tây có một số hồ chứa và hồ nhân tạo lớn như là Ooty, Kodaikanal, Berijam, Pookode, Vagamon, Devikulam, Letchmi.

## Hệ sinh thái

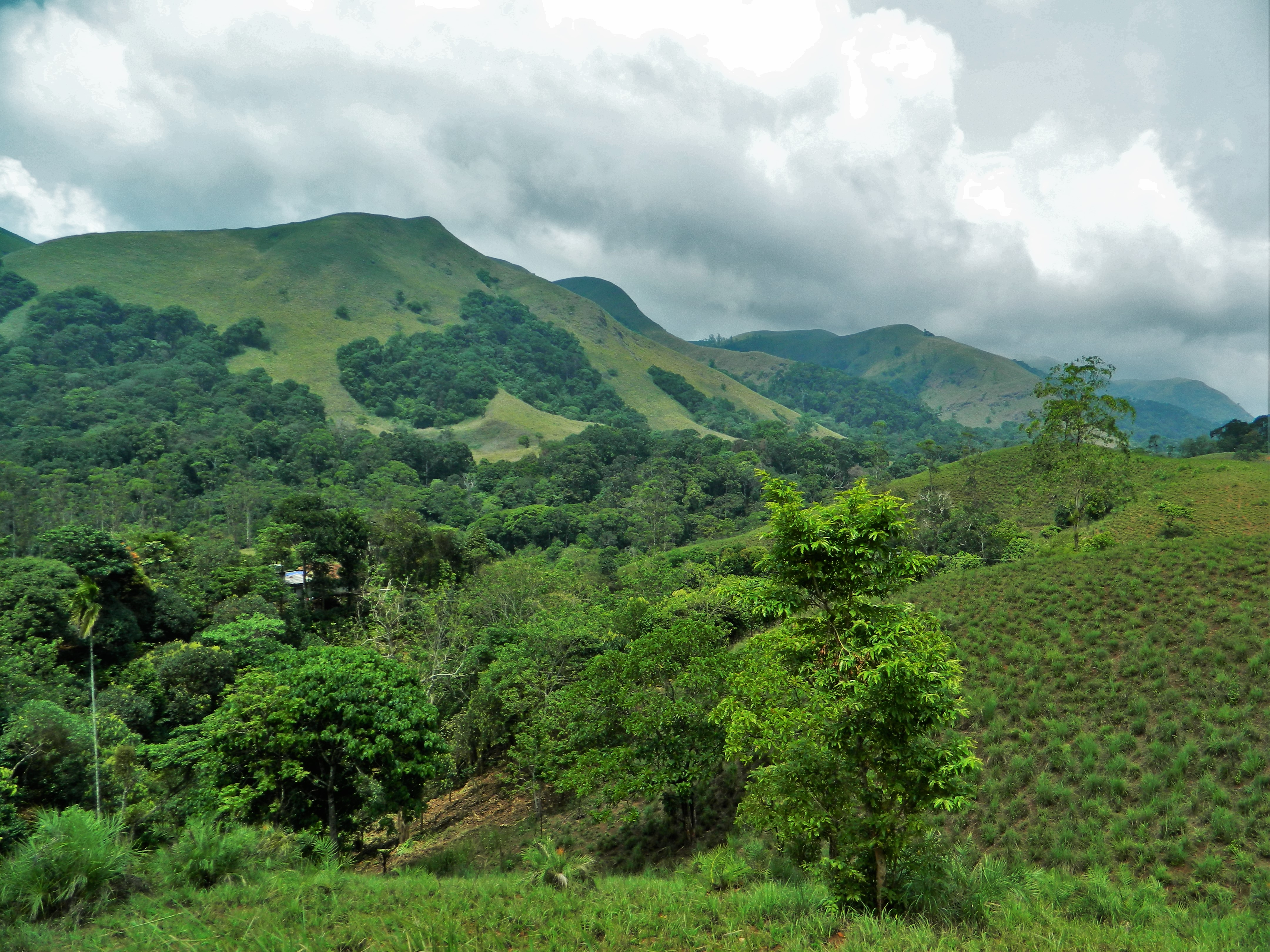
Những mảng rừng nhiệt đới Shola, một phần của rừng mưa nhiệt đới Ghat Tây.

Ghat Tây có bốn kiểu hệ sinh thái gồm Rừng lá rộng ẩm nhiệt đới và cận nhiệt đới-Rừng rụng lá Bắc Ghat Tây, Rừng mưa nhiệt đới Bắc Ghat Tây, rừng rụng lá ẩm Nam Ghat Tây và rừng mưa nhiệt đới Nam Ghat Tây. Phần phía bắc của dãy núi nói chung khô cằn hơn so với phía nam và có độ cao thấp hơn tạo thành hệ sinh thái rừng rụng lá Bắc Ghat Tây với các khu rừng được tạo thành từ gỗ tếch. Ở độ cao trên 1.000 mét là những khu rừng nhiệt đới mát mẻ và ẩm ướt hơn Bắc Ghat Tây với các loài thường xanh thuộc họ Nguyệt quế.
Các khu rừng thường xanh ở Wayanad đánh dấu sự chuyển tiếp của các vùng sinh thái phía bắc và phía nam của Ghat Tây. Các khu vực sinh thái phía nam nói chung là ẩm ướt và phong phú loài hơn. Ở các đồi thấp là rừng rụng lá ẩm Nam Ghat Tây, đặc trưng bởi các loài thuộc chi Cullenia, cùng với một số loài khác gồm tếch, dầu và nhiều loài khác. Các khu rừng ẩm này dần chuyển thành rừng rụng lá khô cằn cao nguyên Nam Deccan về phía đông. Ở độ cao trên 1.000 mét là rừng mưa nhiệt đới Nam Ghat Tây mát mẻ và ẩm ướt. Những khu rừng đất thấp xung quanh bị chi phối bởi các loài cây thường xanh mặc dù một số đồng cỏ trên núi và những khu rừng cằn cỗi có thể được thấy ở khu vực cao nhất. Các khu rừng mưa nhiệt đới Nam Ghat Tây là khu vực sinh thái giàu có nhất bán đảo Ấn Độ với 80% các loài thực vật có hoa của toàn bộ dãy Ghat Tây được tìm thấy ở khu vực sinh thái này.

## Bảo vệ
Trong quá khứ, Ghat Tây được bao phủ bởi những khu rừng rậm, cung cấp thực phẩm và môi trường sống cho những người dân bản địa. Địa hình khó tiếp cận của dãy núi khiến việc canh tác và xây dựng các khu định cư trở lên khó khăn. Sau khi người Anh đến khu vực này, các vùng lãnh thổ rộng lớn đã bị chặt phá để trồng rừng và canh tác. Khu rừng ở Ghat Tây đã bị chia cắt nghiêm trọng do các hoạt động của con người, đặc biệt là chặt hạ để trồng chè, cà phê và gỗ tếch trong thời gian từ 1860 đến 1950. Các loài quý hiếm, đặc hữu của rừng mưa nhiệt đới bị ảnh hưởng nghiêm trọng.
Đây là khu vực nhạy cảm với sự phát triển và được tuyên bố là một điểm nóng về đa dạng sinh học vào năm 1988 thông qua những nỗ lực của nhà sinh thái học người Anh Norman Myers. Tuy diện tích đất đai chỉ chiếm 5% của Ấn Độ nhưng 27% loài thực vật bậc cao (4.000 loài) của Ấn Độ được tìm thấy tại đây, trong đó có 1.800 loài là đặc hữu. Dãy núi là nhà của ít nhất 84 loài lưỡng cư, 16 loài chim, 7 loài động vật có vú và 1.600 loài thực vật có hoa không được tìm thấy ở bất cứ nơi nào khác trên Trái đất. Chính phủ Ấn Độ đã thành lập nhiều khu bảo tồn bao gồm 2 khu dự trữ sinh quyển, 13 vườn quốc gia để hạn chế việc ra vào của con người, cùng với một số khu bảo tồn động vật hoang dã để bảo vệ các loài bị đe dọa cụ thể và rất nhiều các khu rừng dự trữ quốc gia. Một số khu vực bảo vệ lớn có thể kể đến Khu dự trữ sinh quyển Nilgiri với diện tích 5.500 kilômét vuông (2.100 dặm vuông Anh) của những cánh rừng thường xanh Nagarhole và rừng rụng lá Bandipur là khu vực bảo vệ lớn nhất tại Ghat Tây. Hay như Vườn quốc gia Thung lũng Silent ở Kerala là một trong những rừng thường xanh nhiệt đới nguyên sinh cuối cùng ở Ấn Độ.
Năm 2006, Ấn Độ đã đệ trình đơn lên UNESCO cho việc xét Ghat Tây vào danh sách Di sản thế giới. Năm 2012, 39 khu vực bảo vệ thuộc Ghat Tây được công nhận là Di sản thế giới bao gồm:
- Khu bảo tồn hổ Kali, Dandeli, Karnataka
- Vườn quốc gia và Khu bảo tồn động vật hoang dã Indira Gandhi, Tamil Nadu
- Khu bảo tồn chim Mundigekere, Sirsi, Karnataka
- Khu bảo tồn hổ Kalakkad Mundanthurai, Tamil Nadu
- Khu bảo tồn chim Thattekad, Kerala
- Khu bảo tồn động vật hoang dã Shendurney, Kerala
- Khu bảo tồn động vật hoang dã Neyyar, Kerala
- Khu bảo tồn động vật hoang dã Peppara, Kerala
- Khu bảo tồn hổ Periyar, Kerala
- Khu bảo tồn động vật hoang dã Srivilliputtur, Tamil Nadu
- Vườn quốc gia Eravikulam, Kerala
- Vườn quốc gia Các đồi Grass, Tamil Nadu và Kerala
- Vườn quốc gia Karian Shola, Karnataka
- Khu bảo tồn động vật hoang dã Sathyamangalam, Tamil Nadu
- Khu bảo tồn động vật hoang dã Chinnar, Kerala
- Vườn quốc gia Thung lũng Silent, Kerala
- Vườn quốc gia Mukurthi, Tamil Nadu
- Khu bảo tồn động vật hoang dã Pushpagiri, Karnataka
- Khu bảo tồn động vật hoang dã Brahmagiri, Karnataka
- Khu bảo tồn động vật hoang dã Mookambika
- Khu bảo tồn động vật hoang dã Talakaveri, Karnataka
- Khu bảo tồn động vật hoang dã Aralam, Kerala
- Vườn quốc gia Kudremukh, Karnataka
- Khu bảo tồn động vật hoang dã Someshwara, Karnataka
- Cao nguyên Kaas, Maharashtra
- Khu bảo tồn động vật hoang dã Bhimashankar, Maharashtra
- Khu bảo tồn động vật hoang dã Koyna, Maharashtra
- Vườn quốc gia Chandoli, Maharashtra
- Khu bảo tồn động vật hoang dã Radhanagari, Maharashtra
- Khu bảo tồn động vật hoang dã Parambikulam, Kerala
- Vườn quốc gia Pambadum Shola, Kerala
- Vườn quốc gia Anamudi Shola, Kerala
- Khu bảo tồn động vật hoang dã Chimmony
- Khu bảo tồn động vật hoang dã Peechi-Vazhani, Kerala
- Khu bảo tồn động vật hoang dã Wayanad, Kerala
- Vườn quốc gia Mathikettan Shola, Kerala
- Khu bảo tồn Kurinjimala, Kerala
- Vườn quốc gia Karimpuzha, Kerala
- Khu bảo tồn động vật hoang dã Idukki
- Vườn quốc gia Ranipuram
- Khu bảo tồn động vật hoang dã Megamalai, Tamil Nadu
- Vườn quốc gia và Khu bảo tồn động vật hoang dã Các đồi Palani, Tamil Nadu
- Khu bảo tồn động vật hoang dã Kanyakumari, Tamil Nadu
- Vườn quốc gia Bandipur, Karnataka
- Vườn quốc gia Nagarhole, Karnataka
- Khu dự trữ sinh quyển Nilgiri, Tamil Nadu

## Động thực vật

### Thực vật
Trong số 7302 loài thực vật có hoa có mặt tại Ghat Tây thì 5.588 loài là bản địa và 376 loài ngoại lai, 2.253 loài trong số đó là đặc hữu của Ấn Độ, 1.273 loài chỉ được tìm thấy ở Ghat Tây.

### Động vật
Ghat Tây là nhà của hàng ngàn các loài động vật trong đó ít nhất 325 loài bị đe dọa toàn cầu. Tại đây có ít nhất 139 loài động vật có vú, trong số đó có 16 loài đặc hữu, 13 loài bị đe dọa và 32 loài bị đe dọa ở mức cực kỳ nguy cấp như Cầy đốm lớn Malabar, nhiều loài nguy cấp gồm Khỉ đuôi sư tử, Dê núi sừng ngắn Nilgiri, Hổ Bengal, Voi Ấn Độ và các loài sắp bị đe dọa như Báo Ấn Độ, Voọc Nilgiri, Bò tót. Những ngọn đồi của Ghat Tây đóng vai trò là hành lang động vật hoang dã quan trọng, tạo thành một phần quan trọng của khu bảo tồn voi và hổ. Ghat Tây là nơi có số lượng hổ lớn thứ hai tại Ấn Độ chỉ sau Sundarban với khoảng 336-487 cá thể trên khu vực có diện tích 21.435 km2 (8.276 dặm vuông Anh) khắp Karnataka, Tamil Nadu và Kerala. Ghat Tây cũng là nơi có số lượng voi Ấn Độ trong tự nhiên lớn nhất với 11.000 cá thể trong 8 quần thể khác nhau. Một loài đặc hữu của Ấn Độ là Dê núi sừng ngắn Nilgiri đang trên bờ vực tuyệt chủng mặc dù đã phục hồi và ước tính có 3.122 cá thể trong tự nhiên. Một loài bị đe dọa cực kỳ nguy cấp là Cầy đốm lớn Malabar được ước tính chỉ còn ít hơn 250 cá thể trưởng thành, tập trung tại các tiểu khu vực không quá 50 cá thể, còn số lượng khỉ đuôi sư tử sống rải rác khắp Ghat Tây với khoảng 3.500 cá thể.
Về các loài chim, Ghat Tây có ít nhất 508 loài. Hầu hết 500 loài chim của bang Karnataka tập trung tại dãy núi này. Trong số đó có 16 loài đặc hữu và có nguy cơ tuyệt chủng như Khướu Banasura, Bồ câu rừng Nilgiri, chim cổ đỏ xanh bụng trắng, Chích đuôi xòe, Khướu Ashambu, Sẻ đồng Nilgiri, Vẹt đuôi dài Malabar, Hồng hoàng Malabar, Choàng choạc bụng trắng và nhiều loài chim khác.
Về côn trùng, Ghat Tây có 6.000 loài. Trong đó có 334 loài bướm, 316 loài được tìm thấy tại Khu dự trữ sinh quyển Nilgiri. Đây cũng là nhà của 174 loài chuồn chuồn, trong đó có 107 loài Chuồn chuồn ngô và 67 loài Chuồn chuồn kim, 69 loài trong số đó là đặc hữu. Hầu hết các loài chuồn chuồn đặc hữu có mặt tại các khu vực gần sông suối.